# Lobster Johnson
Lobster Johnson est une série dérivée de Hellboy et BPRD. Le personnage a été créé par Mike Mignola dans le #15 de Hellboy, A Box Full of Evil – Part I, d’août 1999.

## Historique
Hormis une courte aventure de 10 planches en août 1999 (The Killer in my Skull) Lobster Johnson apparait d’abord comme un personnage secondaire des séries Hellboy puis B.P.R.D. Ce qui fait qu’on assiste à sa mort (Night Train/septembre 2003) avant d’en savoir réellement plus sur sa vie. Celle-ci se déploie sur 6 revues différentes et se scinde en 3 phases dont les parutions se sont faites de manière désordonnée :
- Lobster Johnson en tant que justicier
- Lobster Johnson comme membre de services parallèles préfigurant le B.P.R.D.
- Lobsbster Johnson comme membre ectoplasmique du B.P.R.D.

## Le personnage
À l’origine Lobster Johnson est un justicier opérant dans le New-York des années 1930 à mi-chemin entre The Shadow et Batman et qui plus tard inspirera Black Beetle. Il lutte contre les gangsters de tout poil et, un peu comme Le Fantôme, imprime sa marque, une pince de homard, sur ses victimes. Affecté par la mort de plusieurs de ses aides, Lobster accepte de travailler dans le plus grand secret pour les services parallèles américains.
En juin 1939 voulant empêcher les nazis de saboter le projet Manhattan, il meurt dans l’explosion d’un train. Pour autant, il reprend plus tard du service en tant que fantôme.

## Intérêt de la série
Lobster Johnson s'inscrit délibérément dans la lignée des justiciers masqués new-yorkais. On pense au Spider (en), au Shadow et même si le nom de leur ville est différent à Batman, première formule, et à Black Beetle. En situant l'action dans les années 1930, les auteurs s'inscrivent dans la tradition du serial.
Si Batman tue rarement, on ne peut pas en dire autant de Lobster qui vide très régulièrement ses chargeurs sur ses ennemis en criant "Feel the Claw" qu'on pourrait librement traduire par "Goutez cette pince, Monseigneur !". À proprement parler le Lobster n'est pas réellement masqué puisqu'il porte le casque et les lunettes des aviateurs de l'époque. Un clin d'œil supplémentaire sans doute au Shadow qui fut un des as de la Première Guerre Mondiale. Il n'en reste pas moins vrai que son identité, grâce à ce subterfuge, demeure inconnue.
Enfin, subtil tour de passe-passe, les auteurs font dire à l'un des protagonistes que Lobster n'a jamais été qu'un personnage de fiction apparaissant dans des pulps ou des films de série B.

## Publications

### Version originale
Mike Mignola est le seul scénariste du premier cycle, The Iron Promotheus (Lobster Johnson #1 à #5).
Les scénarios des numéros ultérieurs sont signés conjointement par Mike Mignola et John Arcudi.
- Le premier cycle, The Iron Prometheus (#1-#5), est dessiné par Jason Armstrong.Traduit en français chez Delcourt.
- Le deuxième, The Burning Hand (#6-10), par Tonci Zonjic.
- Le troisième, A Scent of Lotus (#14 et 15), par Sebastian Fiumara
- Le quatrième, Get the Lobster (#16-20), également par Tonci Zonjic.

Par ailleurs il existe également des histoires indépendantes dessinées par Wilfredo Torres (#11), Tonci Zonjic (#12) et Kevin Nowlan(#13).
- 1-	The Iron Prometheus -1	(sept. 2007)	24 planches
- 2-	The Iron Prometheus -2	(oct. 2007)     22 planches
- 3-	The Iron Prometheus -3	(nov. 2007)     23 planches
- 4-	The Iron Prometheus -4	(déc. 2007)     23 planches
- 5-	The Iron Prometheus -5	(janv. 2008)	24 planches

Ce cycle se passe à New York en 1937. Un homme rentre sagement chez lui quand il se fait agresser par un singe géant. Mais le Lobster attaque l'animal. Il va finir par être broyé par l'énorme bête  quand le propriétaire enfile un gant d'acier qui envoie une formidable décharge électrique qui carbonise littéralement le primate.
L'homme, Mr Sacks, s'étonne que le Lobster connaisse à la fois son adresse et son identité, lesquelles sont normalement top secret. Mais le héros n'a pas le temps de fournir d'explications quand son adjoint, Lester, lui annonce dans l'oreillette que la maison est entourée d'espions nazis...
- 6-	The Burning Hand -1	(janv. 2012)	22 planches
- 7-	The Burning Hand -2	(févr. 2012)	22 planches
- 8-	The Burning Hand -3	(mars 2012)     22 planches
- 9-	The Burning Hand -4	(avr. 2012)     22 planches
- 10-	The Burning Hand -5	(mai 2012)      22 planches

Un couple se promène tranquillement la nuit dans les rues de New York, quand il découvre attaché à un réverbère un homme scalpé bien qu'encore vivant. Ils n'ont pas le temps de réaliser ce qui se passe que les voici entourés par un groupe d'indiens en peintures de guerre prêts à la massacrer. Mais bien sûr le Lobster survient...	
- 11-	The Prayer of Neferu	(août 2012)     22 planches

Assez classique histoire de prêtresse cherchant à ranimer une momie.	
- 12-	Caput Mortuum	        (sept. 2012)	22 planches

Nous sommes en juin 1932 et le Zeppelin vole au-dessus de Manhattan. Pourrait-il être une menace pour la Grosse Pomme ?	
- 13-	Satan Smells a Rat	(mai 2013)      22 planches

Nous sommes en 1933 à une semaine de l'intronisation de Franklin Roosevelt à Washington. Mais à New York un couple rentrant chez lui à la désagréable surprise de découvrir un cadavre toujours vivant bien qu'en putréfaction... 
- 14-	A Scent of Lotus -1	(juil. 2013)	22 planches
- 15-	A Scent of Lotus -2	(août 2013)     22 planches

Cette  fois-ci l'action se déroule dans le Chinatown de New York.	
- 16-	Get the Lobster -1	(févr. 2014)	22 planches
- 17-	Get the Lobster -2	(mars 2014)     22 planches
- 18-	Get the Lobster -3	(avr. 2014)	22 planches
- 19-	Get the Lobster -4	(juin 2014)	22 planches
- 20-	Get the Lobster -5	(août 2014)	22 planches

New York 1934. Un spectacle de catch tourne au carnage. Mais le carnage ne se déroule pas sur le ring car les catcheurs après avoir brisé la nuque de l'arbitre ouvrent le feu sur la foule...	

### Version française
- 1 Le Prométhée de fer
Scénario : Mike Mignola - Dessin : Jason Armstrong - Couleurs : Dave Stewart
- 2 La Main enflammée
Scénario : Mike Mignola et John Arcudi - Dessin :  Tonči Zonjić - Couleurs : Dave Stewart
- 3 Une fragrance de lotus
Scénario : Mike Mignola et John Arcudi - Dessin : Sebastián Fiumara, Kevin Nowlan,  Tonči Zonjić, Wilfredo Torres et Joe Querio - Couleurs : Dave Stewart et Kevin Nowlan
- 4 Haro sur Lobster !
Scénario : Mike Mignola et John Arcudi - Dessin :  Tonči Zonjić - Couleurs : Dave Stewart

## Autres apparitions

### Comme personnage principal

#### Hellboy
- 15 – A Box Full of Evil (août 1999) – The Killer in My Skull – 10 planches (Scénario : Mike Mignola/dessin : Matt Smith)

#### Hellboy Weird Tales
Parution à raison de 2 planches par numéro. Repris en intégralité dans l’album Hellboy Weird Tales -2 (octobre 2004). Scénario et dessin de John Cassaday.
- 1- (février 2003) – Doc Hollow's Grand Vibro-Destructo Machine Épisode 1
- 2- (avril 2003) – Doc Hollow's Grand Vibro-Destructo Machine Épisode 2
- 3- (juin 2003) – Doc Hollow's Grand Vibro-Destructo Machine Épisode 3
- 4- (août 2003) – Doc Hollow's Grand Vibro-Destructo Machine Épisode 4
- 5- (octobre 2003) – Doc Hollow's Grand Vibro-Destructo Machine Épisode 5
- 6- (décembre 2003) – Doc Hollow's Grand Vibro-Destructo Machine Épisode 6
- 7- (février 2004) – Doc Hollow's Grand Vibro-Destructo Machine Épisode 7
- 8- (avril 2004) – Doc Hollow's Grand Vibro-Destructo Machine Épisode 8

#### Dark Horse Presents
- 19- (février 2012) – Tony Masso's Finest Hour– 8 planches (Scénario : Mike Mignola /dessin : Joe Querio)

### Comme personnage secondaire

#### Hellboy
- 17 – (mai 2001) – Conqueror Worm I – 29 planches (Scénario et dessins: Mike Mignola)
- 18 – (juin 2001) – Conqueror Worm II – 28 planches (Scénario et dessins: Mike Mignola)
- 19 – (juillet 2001) – Conqueror Worm III – 28 planches (Scénario et dessins: Mike Mignola)
- 20 – (août 2001) – Conqueror Worm IV – 28 planches (Scénario et dessins: Mike Mignola)
- 48 – (août 2010) – The Storm II – 24 planches (Scénario : Mike Mignola/dessin : Duncan Fregedo)

#### B.P.R.D.
- 6- (septembre 2003) – Night Train – 22 planches (Scénario : Geoff Johns et Scott Kollins/dessin : Scott Kollins)
- 37- (novembre 2007) – Killing Ground IV – 24 planches (Scénario : Mike Mignola et John Arcudi/dessin : Guy Davis). Très brève apparition au propre comme au figuré du personnage.
- 52- (janvier 2009) – The Black Goddess I – 24 planches (Scénario : Mike Mignola et John Arcudi/dessin : Guy Davis).
- 61- (octobre 2009) – 1947 IV – 24 planches (Scénario : Mike Mignola et John Arcudi/dessin : Guy Davis).
- 64- (janvier 2010) – King of Fear I – 22 planches (Scénario : Mike Mignola et John Arcudi/dessin : Guy Davis).
- 65- (février 2010) – King of Fear II – 22 planches (Scénario : Mike Mignola et John Arcudi/dessin : Guy Davis).